# Пакіто-Сорґіська сільська рада
Па́кіто-Со́рґіська сільська рада, або Па́кіту-Со́рґіська сільська рада, (ест. Pakito-Sorgi külanõukogu, рос. Пакито-Соргиский сельский совет) — сільська рада в Естонській РСР, адміністративно-територіальна одиниця в складі повіту Вірумаа (1945—1950) та Тапаського району (1950—1954).

## Населені пункти
Сільській раді підпорядковувалися села: Наґала-Лейкуде (Nagala-Leikude), Соотаґузе (Sootaguse), Саарі (Saari), Телліскоплі (Telliskopli), Пакіто-Сорґі (Pakito-Sorgi), Вяльятаґузе (Väljataguse), Пийма-Рідакюла (Põima-Ridaküla), Кяебасте (Kääbaste), Ванамийза (Vanamõisa), Копліметса (Koplimetsa).

## Історія
13 вересня 1945 року на території волості Ундла у Віруському повіті утворена Пакіто-Сорґіська сільська рада з центром у селі Пакіто-Сорґі.
26 вересня 1950 року, після скасування в Естонській РСР повітового та волосного поділу, сільська рада ввійшла до складу новоутвореного Тапаського сільського району.
17 червня 1954 року в процесі укрупнення сільських рад Естонської РСР Пакіто-Сорґіська сільська рада ліквідована. Її територія склала західну частину новоутвореної Кадрінаської сільської ради.